# Louis Hardenpont

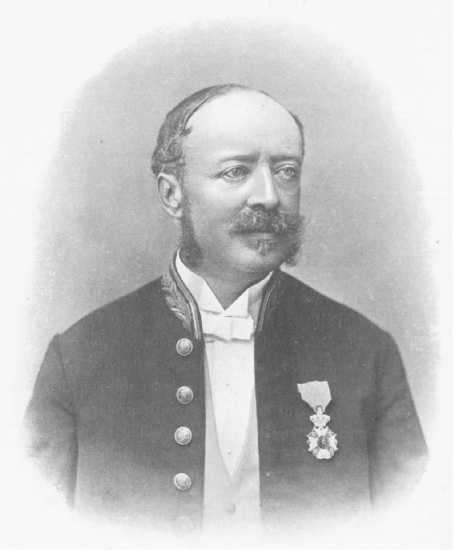

Louis Xavier Joseph Hardenpont (Bergen, 9 april 1841 - 10 juni 1921) was een Belgisch senator.

## Levensloop
Hij was een zoon van de zoutzieder en oliefabrikant Léopold Hardenpont en van Louise Monjot. Hij trouwde met Clotilde Maigret.
Hij werd directeur van de fosfaat- en kalkfabriek die de naam droeg Hardenpont, Maigret et Compagnie.
In 1883 volgde hij François Dolez op als liberaal senator voor het arrondissement Bergen en vervulde dit mandaat tot in 1900.
Hij werd gemeenteraadslid van Bergen van 1884 tot 1887.
Hij was ook actief in de industrie:
- bestuurder en voorzitter van de Charbonnages de Mariemont,
- bestuurder Charbonnages d'Helchteren Zolder,
- ondervoorzitter van de Charbonnages Mariemint-Bascoup.

Verder was hij:
- lid van de Kamer van Koophandel van Bergen,
- bestuurslid van de Maatschappij voor arbeiderswoonsten.